# Magyarlapádi református templom
A magyarlapádi református templom műemlék Romániában, Fehér megyében. A romániai műemlékek jegyzékében az AB-II-m-A-00245 sorszámon szerepel.

## Története
A templom történetében több építési korszakot és átalakítást ismerünk. A templom kisebb verziója az 1200-as években épült, majd ezt a tatárok által dúlt rombolás után az 1400-1500-as években újjáépítették. A tornyot csak 1866-1870 között csatolták a korábban készült épülethez.
Először a Római Katolikus Egyházhoz tartozott, majd a reformáció idejében, a gyülekezettel együtt lett református. A katolikus templom létezéséről több fennmaradt jel is árulkodik, mint például a festmények, a sekrestye bejáratának nyoma, illetve a több mint 500 éves harang, amelyen latinul ezt írja: "Szűz Mária imádkozzál érettünk".
1760-ban készült a szentély keleti oldalán a ,,Schola Mester" és az orgona karzata, majd 1761-ben a szószékkorona, valamint az ifjú legények számára a torony felőli kar, illetve karzat. 
2022-ben újították fel, de nagy gondot fordítottak arra, hogy a javítási munkálatok során ne sérüljön a templom belső tere.

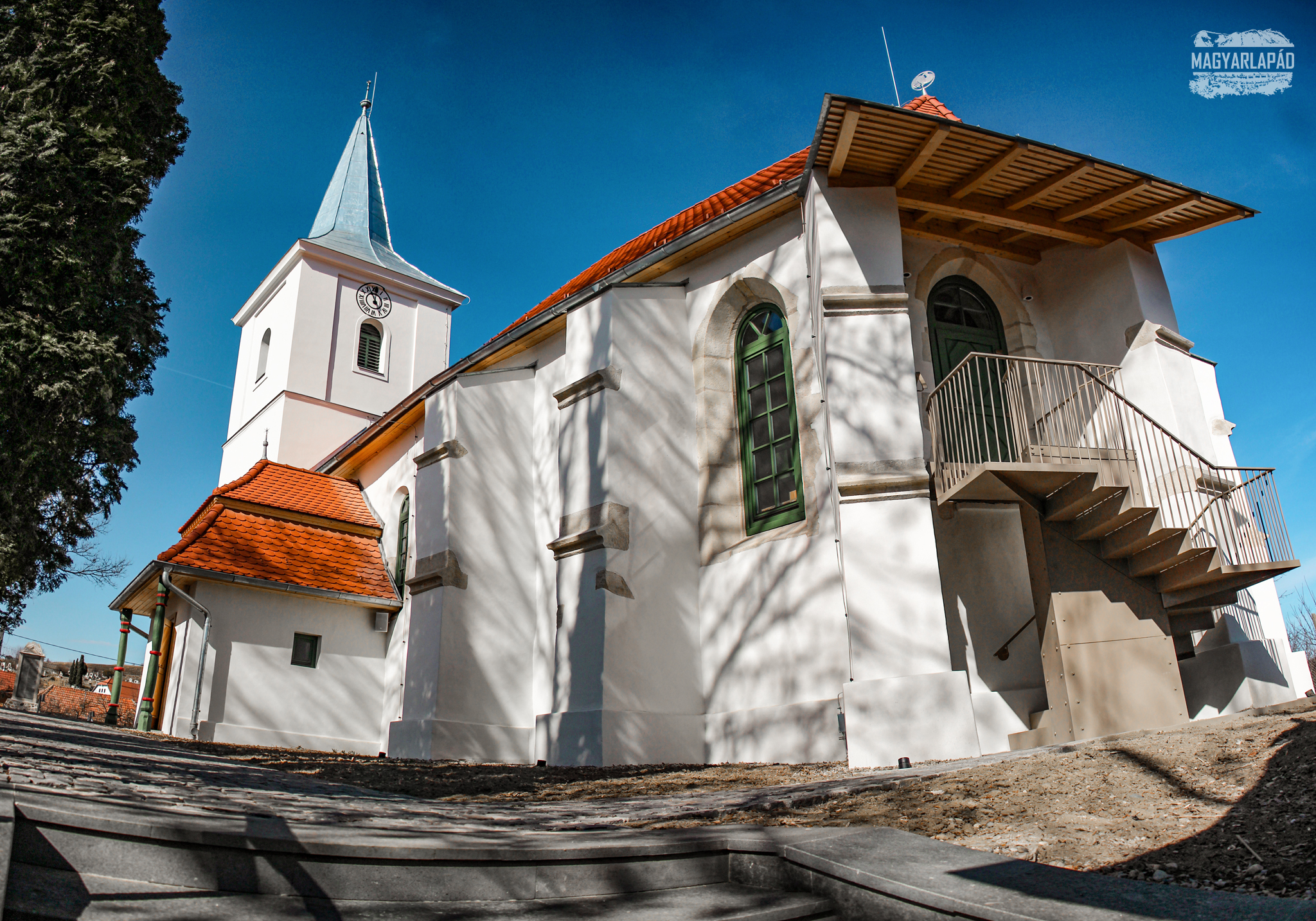

## Leírása

### Szakállszárító
A főbejárat mellett helyezkedik el a szakállszárító, amely egy olyan helyiség, ahol a férfiak várakoznak a lelkipásztor érkezésére. Amikor a lelkész megérkezik, utána öregektől fiatalabbakig sorakozva bevonulnak a templomba. Elnevezése tehát onnan eredhet, hogy ezen a padon csak olyanok ülhetnek, akik szakállt viselhetnek, tehát férfiak.

### A bejárati kapu
Faragott bejárat fogadja a templomba érkezőket. A főbejáratot festett népi elemek díszítik, illetve egy idézet, melyben az áll, hogy csak az igazak mehetnek be. 

### Belseje
A szentély feletti fenyőfa deszkából készült, tulipánmintákkal festett kazettás mennyezet a műemlék templom egyik legszebb és legféltettebb része. Ez az 1759-es évben készülhetett, és a 2022-es felújítás során különösen odafigyeltek arra, hogy régi formáját megtartva újulhasson meg.